# Unifin
La institución financiera Unifin Financiera fue fundada el 3 de febrero de 1993 en la Ciudad de México, para proveer servicios de financiamiento a pequeñas y medianas empresas (Pymes). Actualmente, ofrece servicio integral de soluciones crediticias o mediante alternativas de financiamiento como factoraje financiero, crédito automotriz y arrendamiento puro. Desde 2015, Unifin es una de las empresas que cotizan en la Bolsa Mexicana de Valores.

## Historia
Unifin fue fundada el 3 de febrero de 1993 con el nombre de Arrendadora Axis, S.A. de C.V. como una arrendadora pura que daba servicios a pequeñas y medianas empresas y que tres años más tarde cambió su nombre a Arrendadora Unifin, S.A. de C.V.
En 2002, Unifin hizo su primera aparición en la Bolsa Mexicana de Valores con la emisión de un bono global en el extranjero e hizo la primera bursatilización de cartera de arrendamiento en el país.
Cuatro años más tarde se convirtió en una SOFOM (Sociedad Financiera de Objeto Múltiple) para ofrecer servicios integrales con canales de arrendamiento puro, factoraje financiero, crédito automotriz y seguros y fianzas y la primera en bursatilizar su cartera, dando servicio a los sectores de transporte, médico, industrial y de construcción mediante el arrendamiento y el factoraje financiero.
Para 2015 se transformó en una Sociedad Anónima Promotora de Inversión, concretando su razón social como Unifin Financiera, SAPI de C.V., SOFOM ENR. Ese mismo año, publicó el aviso de Oferta Pública Inicial (IPO, por sus siglas en inglés), emitiendo 112 millones de acciones y colocando un capital total de MXN $3136 millones de pesos. Derivado de esta oferta pública, Unifin cambia su denominación social a Unifin Financiera, SAB de C.V., SOFOM ENR.
El 19 de febrero de 2019, el Consejo de Administración de UNIFIN aprobó modificar el régimen de la Compañía para dejar de ser Sociedad Financiera de Objeto Múltiple (SOFOM) y adoptar las Normas Internacionales de Información Financiera (NIIF o IFRS, por sus siglas en inglés). Bajo este último cambio, la Compañía adoptó la razón social Unifin Financiera, S.A.B. de C.V.
Actualmente, la financiera sigue ofreciendo servicios crediticios a empresas y personas con actividades empresariales, además de promover programas filantrópicos con Fundación Unifin y de impacto económico como el Acelerador Unifin, una plataforma en alianza con Google para impulsar la digitalización de las empresas mexicanas, además de la Fintech Uniclick, también en alianza con Google.

## Fraude coorporativo de Unifin
La institución tiene varias denuncias en su contra tras anunciar que carecía de capital por el mal manejo de los socios, desde entonces el dueño está desaparecido y se especula que el dinero fue sacado ilegalmente del país a cuentas del extranjero. Debido esto, en agosto de 2022, la financiera anunció a sus clientes que no podía cumplir con sus obligaciones de pago, derivado de malos manejos en los fondos de los socios. 
Almudena Lebois Ocejo, hija del empresario fundador de la financiera Unifin, Rodrigo Lebois Mateos, fue detenida el mediodía del 12 de diciembre de 2024, acusada por fraude, por agentes ministeriales, sobre la avenida Paseo de la Reforma, en la alcaldía Miguel Hidalgo, en la Ciudad de México.
Luego de su captura, la consejera de Grupo Unifin, fue trasladada al Centro Preventivo y de Reinserción Social Juan Fernández Albarrán, ubicado en Tlanepantla de Baz, en el Estado de México, también conocido como Penal de Barrientos.
La detenida es consejera del Grupo Unifin e hija de Rodrigo Lebois Mateos, ex dueño de esta empresa quién actualmente vive en Serrano, una de las zonas más exclusivas de Madrid, España.
Tras la detención de Almudena Lebois Ocejo, se sabe que fue acusada por defraudación al armar un esquema fraudulento para reportar a la empresa con cartera vencida cercana a cero, con el fin de que diversas instituciones financieras les prestaran dinero con bajas tasas de interés.
Almudena Lebois habría utilizado su cargo en Grupo Unifin para beneficiar a su padre
Con información de El CEO, Almudena Lebois habría utilizado su cargo en Grupo Unifin para beneficiar a su padre Rodrigo Lebois.
Esto mediante una extensa red con al menos 15 sociedades, las cuales cada una de ellas solicitaron diversos créditos a Grupo Unifin.
Una vez recibido el dinero, Rodrigo Lebois habría adquirido propiedades en el extranjero, principalmente en Estados Unidos y España, los cuales son al menos dos departamentos. 
Adicional, también compró artículos de lujo como automóviles, relojes, yates y hasta un helicóptero, propiciando el enriquecimiento de Rodrigo Lebois pese a todas sus acciones.
Por tal motivo y ante estos señalamientos el padre de Almudena Lebois renunció a la compañía, sin embargo ya se investiga a todos los involucrados.

## Incorporación a BMV
Unifin hizo su primera aparición en la Bolsa Mexicana de Valores (BMV) en 2006 con una colocación de deuda por 20 millones de pesos, con lo que se convirtió en la primera Sociedad Financiera de Objeto Múltiple (SOFOM) en hacer una bursatilización de cartera en la BMV.
En mayo de 2015, Unifin hizo su Oferta Pública Inicial (IPO) en el mercado de valores mexicanos bajo la clave UNIFINA. A la fecha, ha realizado 18 bursatilizaciones, por montos que suman más de 30 mil millones de pesos y ha logrado emitir con éxito bonos globales por una cantidad mayor a dos millones de dólares en los mercados internacionales.
De acuerdo con información de El CEO, a la par de esto, Grupo Unifin manipuló sus estados financieros para obtener los préstamos ya mencionados, para ganar la confianza de los inversionistas, acreedores y calificadoras.
Se reporta además en medios de comunicación que en el año 2013 Unifin tenía una deuda cerca de los 9 mil 800 millones de pesos.
En tanto en el año 2019, Grupo Unifin recibió una multa de 2.5 millones de pesos de la Comisión Nacional Bancaria y de Valores (CNBV) porque la arrendadora no compartió información de sus actividades contables de relevancia.
El reporte de El Ceo indica que Almudena “N” era consejera del Grupo Unifin y también accionista en alguna de estas sociedades como Aralpa Capital, S.A. de C.V., con la que Unifin firmó contratos de hasta un mil 285.4 millones de pesos.
De igual forma con las sociedades Aralpa Holdings España, S.L.U. y Arapla Inversiones SL.
En este esquema también aparecen:
```
   Rodrigo Lebois Ocejo, hijo de Rodrigo Lebois Mateos ex dueño de Unifin
   Sergio Camacho Carmona, quien renunció como CEO de Unifin este mes
   Rodrigo Balli Thiele, exconsejero de Unifin
   Paola Osuna San Martín, exdirectora jurídica de Unifin
   Luis Gerardo Barroso González, ex-CEO de Unifin
```

Grupo Unifin podría entrar en un esquema de rescate por parte de Nacional Financiera (Nafin) y el Banco Nacional de Comercio Exterior (Bancomext).
Cuando Grupo Unifin cayó en incumplimiento se registró una deuda en tenedores de bonos quirografarios y bancos, la cual ascendía a más de 80 mil millones de pesos. 

## Productos
- Arrendamiento Puro[17]
- Factoraje Financiero[18]
- Crédito Automotriz[19]
- Seguros[5]
- Administración de flotilla[19]

## Consejo de administración
El consejo de administración de Unifin está compuesto por:
| Nombre                                                 | Puesto                                               | Calidad del consejero |
| ------------------------------------------------------ | ---------------------------------------------------- | --------------------- |
| Rodrigo Lebois Mateos                                  | Presidente del Consejo de Administración             | Patrimonial           |
| José Luis Fernández Fernández                          | Consejero Propietario                                | Independiente         |
| Federico Chávez Peón                                   | Consejero Propietario                                | Independiente         |
| Juan Marco Gutiérrez Wanless                           | Consejero Propietario                                | Independiente         |
| José Luis Llamas Figueroa                              | Consejero Propietario                                | Independiente         |
| Almudena Lebois Ocejo (Vinculada a proceso por fraude) | Consejero Propietario                                | Patrimonial           |
| Rodrigo Lebois Ocejo                                   | Consejero Propietario                                | Patrimonial           |
| Juan Ignacio Casanueva Pérez                           | Consejero Propietario                                | Relacionado           |
| Rodrigo Balli Thiele                                   | Consejero Propietario                                | Relacionado           |
| Luis Gerardo Barroso González                          | Consejero Propietario                                | Relacionado           |
| Paola Osuna San Martín                                 | Secretario Suplente                                  | NA                    |
| Jimena Gonzáles De Cossio Higuera                      | Secretario Propietario del Consejo de Administración | NA                    |

## Patrocinios
Unifin tiene un programa llamado “Talento Hecho en México” con el que ha patrocinado a destacados golfistas mexicanos, como Gabriela López, Carlos Ortiz y Abraham Ancer, torneos de golf entre los que destaca el World Golf Championship México, torneo que forma parte de la Serie Mundial de Golf y atrae a los golfistas más destacados del PGA Tour y que se lleva a cabo en el Club de Golf Chapultepec en la Ciudad de México. Además, tiene el programa Campeones del Golf en el que apoyan a promesas infantiles y juveniles de ese deporte.
La Fórmula 1 es otro de los patrocinios donde Unifin ha estado presente. En la temporada 2014, patrocinó al equipo Sauber, la temporada siguiente, con el regreso del Gran Premio de México, lo hizo con el equipo Lotus, más tarde fue patrocinador del equipo Renault en las temporadas 2016 y 2017, para luego unirse como patrocinador del equipo Mercedes AMG Petronas Motorsport en las temporadas 2018 y 2019.
Desde el año 2020 es patrocinador oficial del piloto mexicano Sergio Pérez.
La Fundación Unifin surgida en 2009 hace donaciones en favor de diversas organizaciones no lucrativas en México en los sectores de educación, salud, personas con discapacidades físicas y de aprendizaje, así como diversas organizaciones. Fundación UNIFIN reporta el beneficio a más de 165 000 niños y 180 000 familias mexicanas a través del apoyo a estas asociaciones, asistencia a la población afectada por los desastres naturales que han azotado el país, como los sismos e inundaciones ocurridos en los últimos años.

## Reconocimientos
- Empresa Socialmente Responsable (ESR)[29]
- Great Place To Work[30]
- The Alta Group reconoció a Unifin como la arrendadora independiente más grande de Latinoamérica[31]